# Youri (réalisateur)
Pour les articles homonymes, voir Youri.
Youri, pseudonyme de Youri Komerovsky, né le 26 octobre 1927 à Paris, est un réalisateur de télévision, scénariste et auteur dramatique français.

## Biographie
Il se fait connaître par une trentaine de films « d'auteur » à la télévision. Il obtient le prix Italia pour son adaptation très libre des Filles du feu de Gérard de Nerval, le grand prix de télévision de la Société des auteurs et compositeurs dramatiques qu'il préside ensuite à deux reprises, le prix Albert-Ollivier du meilleur scénario et de la meilleure réalisation avec Appelez-moi Rose interprété par Michael Lonsdale et Laurence Badie ; il fait tourner Gérard Depardieu et Nathalie Baye, alors inconnue, dans L'Inconnu. On lui doit également L'Amour sage, Lame de fond, Jours de sable. Il collabore aux séries Commissaire Maigret, Messieurs les jurés et Les Cinq Dernières Minutes (Ça sent le sapin), enfin écrit et réalise une série pour la jeunesse qui obtient un grand succès en Europe et au Canada : Le Monde enchanté d'Isabelle.
Poète, il publie régulièrement dans des revues (Le Coin de table) et publie deux recueils, l'un aux éditions Seghers et à la Maison de poésie, Poèmes de jour, poèmes de nuit qui est couronné par l'Académie française par le prix Heredia. Il écrit des livres pour la jeunesse.

## Filmographie
- 1957 : La Vénus d'Ille
- 1959 : La Dame de pique
- 1959 : L'Ancre de miséricorde
- 1961 : Les Deux Orphelines
- 1963 : Tous les chats sont gris (avec Mireille Darc)
- 1964 : La Confrontation (avec Corinne Marchand)
- 1962-1966 : Les Filles du feu
- 1966 : La Chasse au météore (scénariste et dialoguiste)
- 1967 : Un regard en arrière (avec Danièle Delorme et Daniel Gélin)
- 1969 : Appelez-moi Rose (avec Michael Lonsdale) (version allemande : Nacht Café)
- 1969 : L'Ombre blanche (avec Lucienne Bogaert et Bernard Verley)
- 1972 : Le Voyage
- 1978 : Les palmiers du métropolitain(avec Maurice Biraud, Linda Torson, Françoise Taillandier, Laurence Badie)
- 1973 : L'Inconnu
- 1973 : Le Monde enchanté d'Isabelle[3], feuilleton en treize épisodes, d'après le roman de l'auteur (avec Laurence Badie, Michel Lonsdale et dans le rôle de la petite Isabelle la propre fille de Youri)
- 1977 : 7 hommes en enfer
- 1977-1982 : Messieurs les jurés (scénariste)
- 1979 : Le Petit Théâtre d'Antenne 2 (auteur, réalisateur)
- 1984 : L'Amour sage
- 1985 : Lames de fond
- 1986 : Jours de sable (téléfilm)
- 1987 : Maigret, La Morte qui assassina
- 1990 : Ça sent le sapin

## Théâtre
- 1972 : Le Vampire (sur Antenne 2)
- 1977 : Appelez-moi Rose (Maison de la culture de Rennes, Théâtre Essaïon, Paris)
- 2011 : La complainte de l'Ange Noir, comédie musicalo-policière mise en musique par Paul Hautreux et interprétée par Paul Hautreux et Françoise Taillandier au théâtre de la Vieille Grille à Paris.

## Littérature
Romans
- 1947 : Ça devait finir comme ça
- 1952 : Au nom du père, éditions Plon
- 2006 : Choisis une étoile, édition Henry
- 2009 : Sous les pas de la mémoire, édition Henry

Romans pour la jeunesse
- 1973 - 1979 : série Isabelle parue chez Hachette dans la collection Bibliothèque rose (six titres)

Essai
- 2015 : Les Visages de Dieu, une histoire de divinité, édition ABM

Poèmes
- 1964 : Une voix vous cherche, édition Seghers
- 1999 : Instants, édition de l'Envol
- 2006 : Poèmes de jour, Poèmes de nuit, édition Maison de Poésie. Prix Heredia de l’Académie française 2007